# IX Equilibrium
 Der er for få eller ingen kildehenvisninger i denne artikel, hvilket er et problem. Du kan hjælpe ved at angive troværdige kilder til de påstande, som fremføres i artiklen.

IX Equilibrium er det tredje studiealbum fra det norske black metal-band Emperor. Bandet havde bekendtgjort at de ville "vende tilbage til deres rødder", og albummet indeholder noget af bandets reneste produktion. Musikalsk er det væsentligt anderledes end tidligere udgivelser, med en blanding af klar og black metal-vokal, blidt symfonisk mellemspil og knusende hårdt guitarspil.

## Spor
1. "Curse You All Men!" – 4:41
2. "Decrystallizing Reason" – 6:23
3. "An Elegy of Icaros" – 6:39
4. "The Source of Icon E" – 3:43
5. "Sworn" – 4:30
6. "Nonus Aequilibrium" – 5:49
7. "The Warriors of Modern Death" – 5:00
8. "Of Blindness and Subsequent Seers" – 6:48
9. "Outro" (hidden track) – 0:28
10. "Curse You All Men!" (live på The Astoria, London juli 1999 – bonusspor) – 4:34
11. "Sworn" (remixed af Ulver i Endless Studios – bonusspor) – 5:39